# Poecilasthena dimorpha
Poecilasthena dimorpha là một loài bướm đêm trong họ Geometridae.